# Laponia (provincie din Finlanda)
Provincia Laponia (în finlandeză Lapin lääni, în suedeză Lapplands län, în sami: Lappi) este o provincie din Finlanda, parte a Laponiei care se întinde încă pe trei alte țări. Are graniță cu provincia Oulu la sud. Se învecinează și cu Golful Botnic, Rusia, Norvegia și Norrbottens län al Suediei.
Laponia a fost separată de provincia Oulu în 1936. După Al Doilea Război Mondial zonele Petsamo și Salla au fost cedate Uniunii Sovietice.
Capitala provinciei este Rovaniemi. Laponia este formată după reorganizarea din 1997 din provinciile abolite Laponia și Ostrobotnia.
Din 2009 Provincia Laponia a fost reorganizată în regiunea Laponia (Lappi / Lappland).

## Comune în 2009
Orașele sunt marcate cu aldin.
| - Enontekiö - Inari - Kemi - Kemijärvi - Keminmaa - Kittilä | - Kolari - Muonio - Pelkosenniemi - Pello - Posio - Ranua | - Rovaniemi - Salla - Savukoski - Simo - Sodankylä - Tervola | - Tornio - Utsjoki - Ylitornio |

## Foste comune
Comune desființate înainte de anul 2009.
| - Alatornio - Karunki - Kemijärven mlk - Petsamo - Rovaniemen mlk |

## Guvernatori
- Kaarlo Hillilä 1938–1947
- Uuno Hannula 1947–1958
- Martti Miettunen 1958–1973
- Asko Oinas 1974–1994
- Hannele Pokka 1994–2008
- Timo E. Korva 2008–2009